# Merlin (moteur-fusée)
Pour les articles homonymes, voir Merlin (homonymie).
Le moteur-fusée Merlin est un propulseur développé par la société américaine SpaceX et utilisé par les lanceurs Falcon 1, Falcon 9, Falcon Heavy ainsi que la Falcon 5 qui n'a jamais été lancée. Ce moteur-fusée à ergols liquides brûle de l'oxygène liquide et du RP-1 (une variante du kérosène) qui constitue le mélange le plus utilisé par les moteurs développés récemment. Le Merlin a une poussée qui est passée progressivement au fil des versions de 32 tonnes  pour la version 1A de 2006 à 93 tonnes de poussée pour la version DV+ produite à partir de 2016. Le circuit d'alimentation repose sur une turbopompe unique alimentée par un générateur à gaz. La pression dans la chambre de combustion atteint 110 bars ce qui permet d'obtenir une impulsion spécifique de  348 secondes pour la version fonctionnant dans le vide. Le moteur orientable peut être redémarré plusieurs fois. Sa poussée est modulable de 40 à 100 %. Le rapport poussée/poids est particulièrement performant (198 pour la version 1D). Le moteur est utilisé aussi bien sur le premier étage que sur l'étage supérieur avec dans ce dernier cas une tuyère allongée (rapport de détente > 117). Ce moteur est enfin conçu pour être réutilisable.    

## Historique
Le moteur Merlin 1A est conçu pour les nouveaux lanceurs Falcon 1 et Falcon 9 développés par la société américaine SpaceX. Cet établissement est fondé en 2002 par Elon Musk, qui a décidé d'investir dans l'industrie astronautique une partie de la fortune gagnée en vendant les sociétés PayPal et Zip2 Corporation dont il était propriétaire. Le moteur développé devait être peu coûteux et fiable. Pour atteindre cet objectif, l'architecture est simple et utilise des techniques  éprouvées. Le moteur tolère des fluctuations dans sa température de fonctionnement et le ratio du mélange d'ergols. La chambre de combustion utilise un injecteur à aiguille simple et robuste reprenant une technologie particulièrement fiable développée pour le moteur du module lunaire Apollo. Afin de réduire son coût de fabrication, le Merlin comprend un minimum de pièces : il est alimenté par une unique turbopompe qui met sous pression à la fois le carburant (kérosène) et le comburant (oxygène). La turbopompe, qui est mise en mouvement par un générateur de gaz, alimente également en kérosène sous pression le système hydraulique qui permet d'orienter la poussée du moteur (sur la version utilisée sur le lanceur Falcon 1, la tuyère qui évacue les gaz produits par le générateur de gaz est orientable et la poussée est utilisée pour orienter en roulis). La turbopompe est mise en rotation initialement par l'injection d'hélium sous pression. La mise à feu est obtenue en injectant un mélange hypergolique de triéthylaluminium et de triéthylborane à la fois dans le générateur de gaz et dans la chambre de combustion. Cette méthode d'allumage classique sur les moteurs-fusées à ergols liquides cryogéniques démarre la combustion de l'oxygène et du kérosène qui sont injectés en parallèle. En application du principe de simplicité la première version du Merlin utilisa un revêtement ablatif pour son refroidissement. Mais le système, jugé peu performant et nettement plus lourd, est abandonné à partir du modèle 1C au profit d'un système de refroidissement utilisant le kérosène qui circule dans la paroi de la chambre de combustion et de la tuyère. La version utilisée sur le deuxième étage du Falcon 9 dispose d'une tuyère allongée optimisée pour le fonctionnement dans le vide et peut être rallumé plusieurs fois. À partir de la version 1D, la poussée est modulable et peut être abaissée selon des sources non confirmées jusqu'à 30 % de la poussée nominale,.

## Versions
Cinq versions du Merlin de puissance croissante ont été développées successivement entre 2006 et 2016 :

### Merlin 1A
Le Merlin 1A est une version peu coûteuse, utilisant une tuyère en composite à base de fibre de carbone avec un revêtement ablatif. Il est développé en 2 ans. Au cours de son développement, sa poussée passe de 322,5 à 345 kN pour permettre au lanceur de décoller plus rapidement mais son impulsion spécifique dans le vide tombe de 308 à 303 s (3040 à 2 981 m/s). La pression dans la chambre de combustion n'atteint pas les 54,8 bars visés et la proportion d'imbrulés passe à 6 %, une valeur particulièrement mauvaise. Le Merlin 1A n'a été utilisé qu'à 2 reprises sur un lanceur Falcon 1. Au cours du premier vol, le 24 mars 2006, il prend feu à la suite d'une fuite de carburant peu après le lancement et entraine l'échec de la mission. Le 21 mars 2007, lors du deuxième lancement du Falcon 1, il fonctionne parfaitement.

### Merlin 1B
Le Merlin 1B est une version améliorée du 1A capable de produire 38 tonnes de poussée. L'accroissement des performances est obtenu en améliorant l'efficacité de la turbopompe : la turbine développe une puissance de 1 860 kW au lieu de 1 490 kW. Selon les plans initiaux le Merlin 1B doit équiper le lanceur lourd Falcon 9 dont le premier étage doit recevoir 9 moteurs de ce type. Les résultats des premiers vols du lanceur Falcon 1 entrainent l'abandon du Merlin 1B et le développement  du Merlin 1C, qui contrairement au 1B est refroidi par circulation d'ergols.

### Merlin 1C
Le  Merlin 1C est caractérisé par une tuyère et une chambre de combustion refroidies par circulation d'ergol. Le premier test de cette version du moteur sur une durée correspondant à son fonctionnement lors d'un lancement (170 secondes) est réalisé en novembre 2007. Le Merlin 1C qui équipe le Falcon 1 a une poussée au niveau de la mer de 35 tonnes et dans le vide de 40 tonnes et une impulsion spécifique de 2 966 m/s. Il consomme 140 kg de carburant par seconde. Au cours de plusieurs tests successifs  le même moteur Merlin 1C a fonctionné durant 27 minutes en durée cumulée correspondant au temps de 10 vols Falcon 1. Dans la version qui doit être utilisée sur le Falcon 1e (une version améliorée du Falcon 1) et le Falcon 9, le Merlin 1C fournit une poussée de 56 tonnes au niveau de la mer pour une impulsion spécifique de 299 s. La masse à vide est de 522 kg.
Le Merlin 1C est utilisé pour la première fois au cours du troisième vol du Falcon 1. Bien que le lancement ait été un échec à la suite d'une défaillance du second étage, le fonctionnement du Merlin 1C est nominal. Cette version est utilisée sur le quatrième vol réussi du Falcon 1 le 28 septembre 2008 puis sur les deux premiers vols du Falcon 9 en 2010.

Merlin 1C et 1D
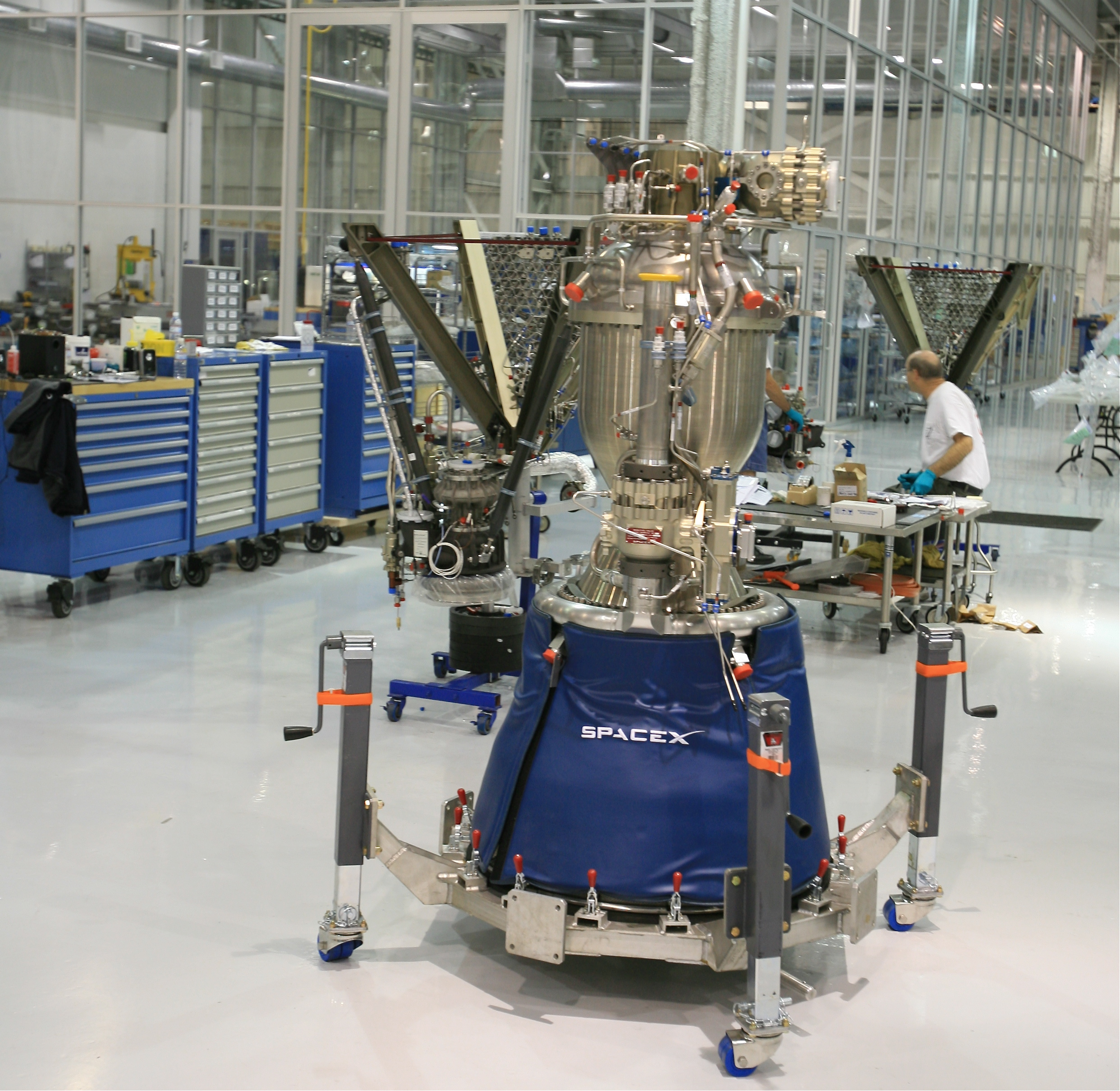
Merlin 1C en cours d'assemblage
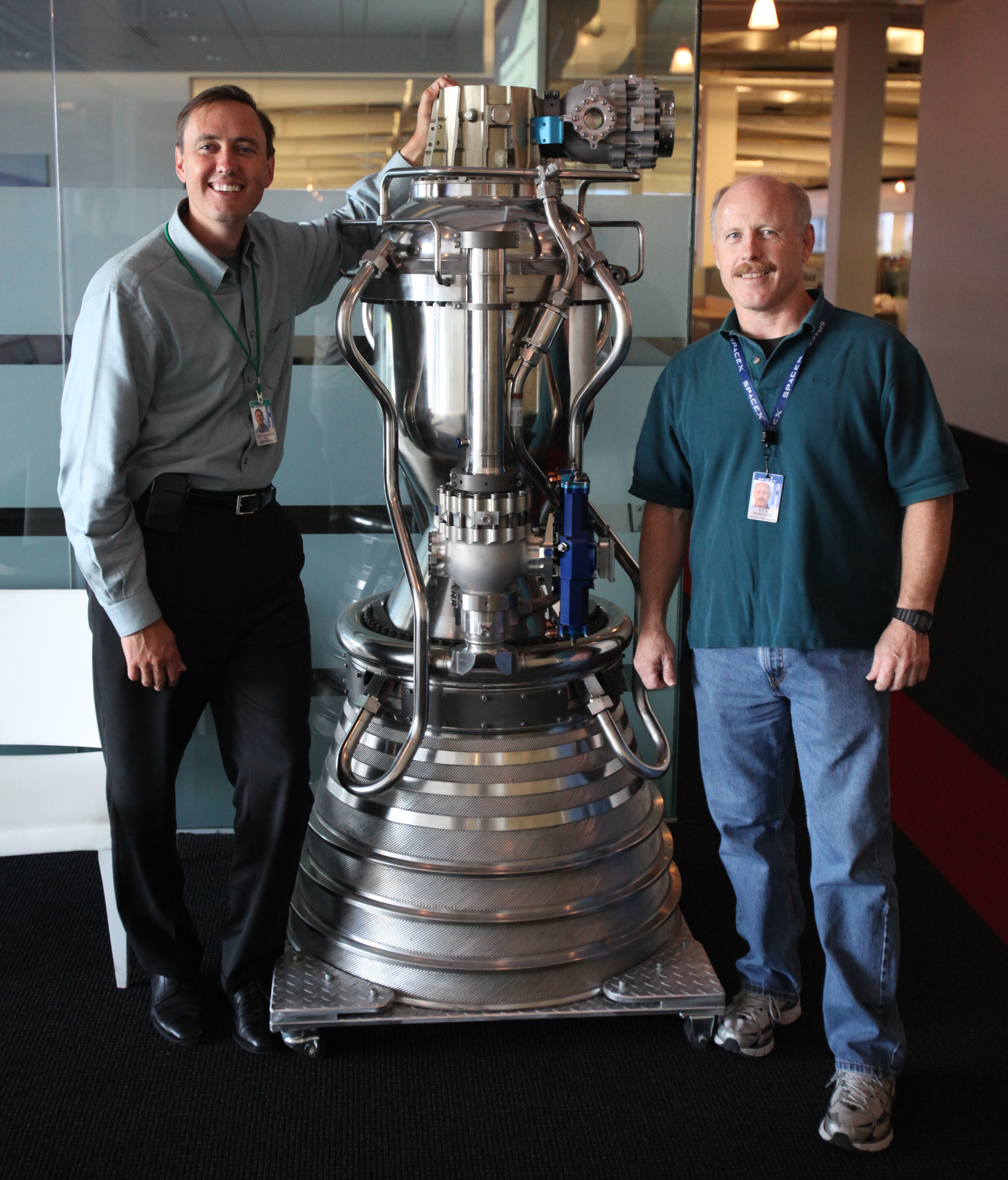
Moteur Merlin 1C
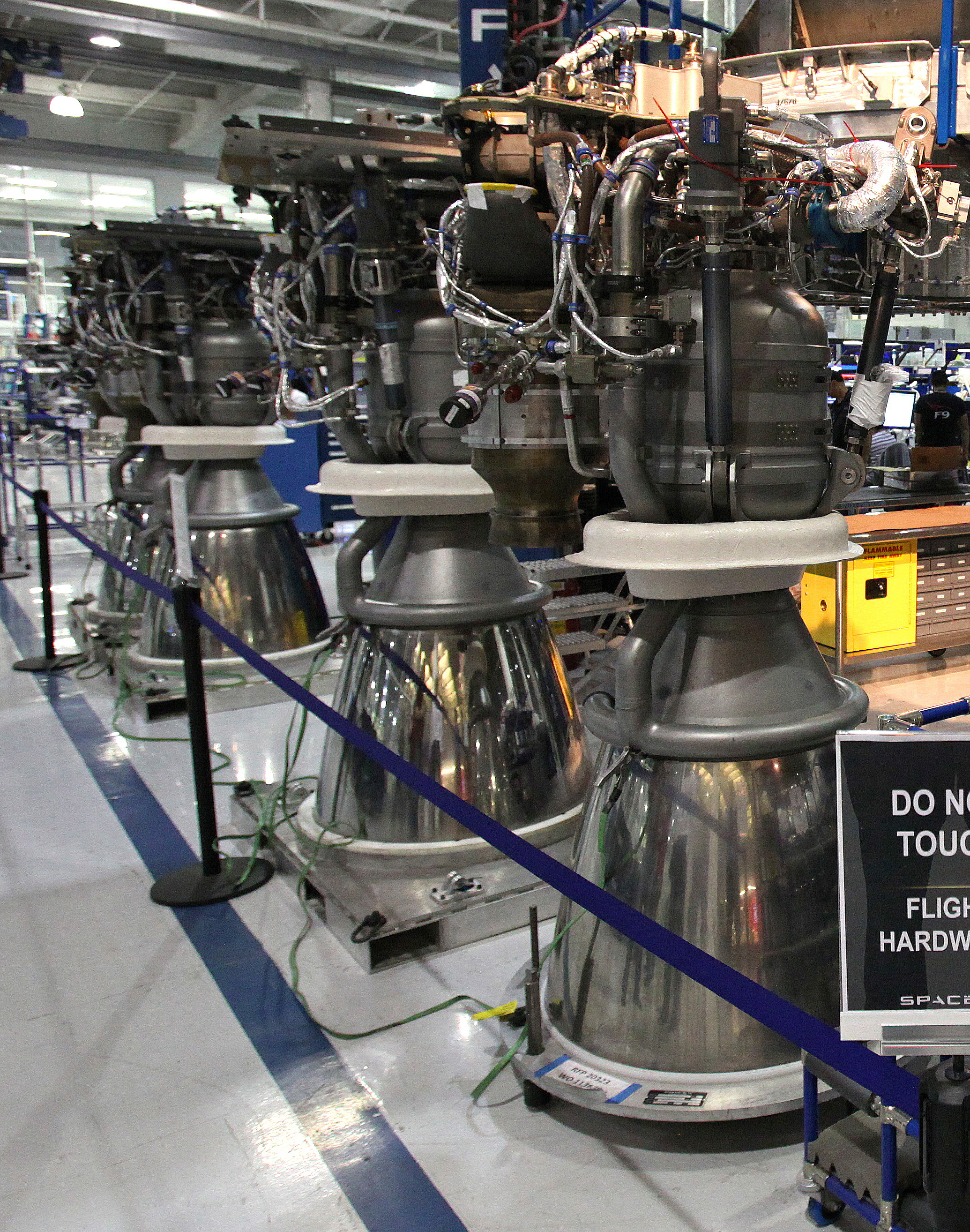
Plusieurs Merlin 1D utilisés pour propulser la version 1.1 de la fusée Falcon
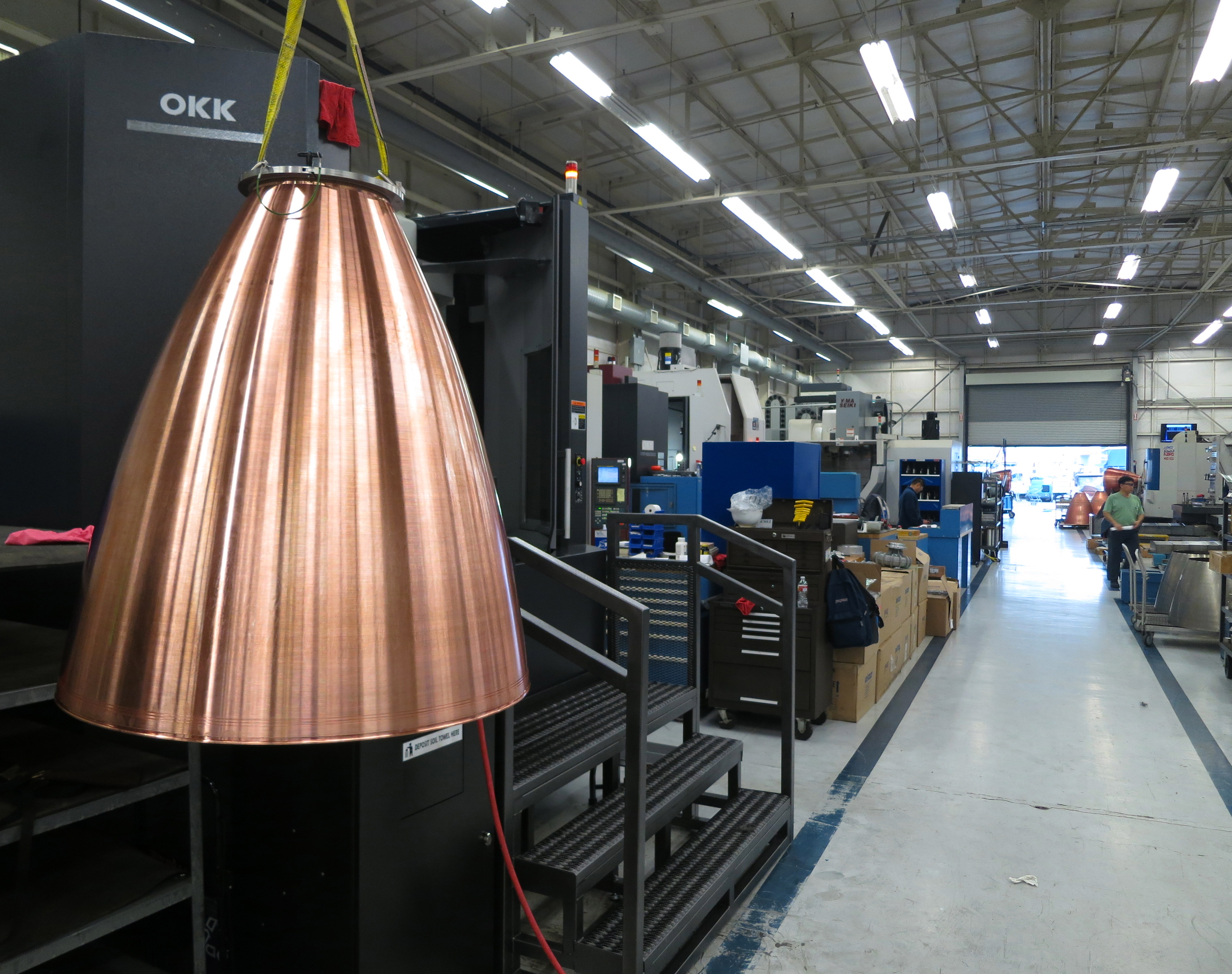
Tuyère de la version 1D en cours de fabrication.

#### Merlin 1C Vacuum
Le Merlin Vaccum (vide) est une version du Merlin 1C optimisée pour le fonctionnement dans le vide et qui équipe le deuxième étage du lanceur Falcon 9. La tuyère est allongée pour permettre une meilleure efficacité dans le vide. La chambre de combustion est équipée d'un système de refroidissement par circulation d'ergols tandis que l'extrémité inférieure de la tuyère réalisée en alliage de niobium évacue la chaleur par rayonnement. Cette version peut être redémarrée deux fois et dispose d'un double système d'allumage pour réduire les risques. Le moteur délivre une poussée dans le vide de 44,5 tonnes modulable de 60 à 100 % pour une impulsion spécifique de 340 s. Le moteur est monté sur cardan pour orienter la poussée en lacet et tangage tandis que le déplacement en roulis est réalisée par le biais de la sortie du générateur de gaz. Le temps de fonctionnement nominal sur le Falcon 9 est de 354 secondes,. Le premier moteur a été testé pour la durée d'utilisation (329 secondes) le 2 janvier 2010. Il a été utilisé sur les deux vols Falcon 9 de 2010.

### Merlin 1D
Les performances de la première version du lanceur Falcon 9, baptisée V1.0, sont inférieures à celles attendues et SpaceX décide de développer une version plus puissante du Merlin. Le Merlin 1D développe 65 t de poussée au niveau de la mer contre 35 t pour la version précédente. Ce gain est obtenu en augmentant de 50 % la pression dans la chambre de combustion  qui passe à 97 bars. Pour permettre à la chambre de combustion de supporter cette pression, sa paroi interne en alliage nickel-cobalt n'est plus réalisée par électroplacage mais utilisant la technique du formage par explosion. La poussée est désormais modulable de 55 à 100 %. Le Merlin 1D équipe une nouvelle version du lanceur nettement allongé, la version V1.1, qui effectue son premier vol couronné de succès le 29 septembre 2013. 

### Merlin 1D+
Pour la version V1.1 FT du lanceur Falcon 9, un modèle plus puissant est développé. La pression dans la chambre de combustion passe de 97,2 à 110 bars permettant un accroissement de 15 % de la poussée. Cette version du moteur est également celle utilisée sur les deux étages de la Falcon Heavy.  
|                                | Merlin 1A          | Merlin 1B          | Merlin 1C                                  | Merlin 1C vide           | Merlin 1D                       | Merlin 1D vide                  | Merlin 1D+                      | Merlin 1D+ vide                 |
| ------------------------------ | ------------------ | ------------------ | ------------------------------------------ | ------------------------ | ------------------------------- | ------------------------------- | ------------------------------- | ------------------------------- |
| 1er vol                        | -                  | -                  | -                                          | -                        | 29/9/2013                       | 29/9/2013                       | 22/12/2015                      | 22/12/2015                      |
| Masse                          | -                  | -                  | 522 kg                                     | -                        | 470 kg                          | -                               | 470 kg                          | 490 kg                          |
| Poussée au sol                 | 322,5 à 345 kN     | 324 kN             | 422 kN                                     | 556 kN                   | 654 kN                          | -                               | 845 kN                          | -                               |
| Poussée dans le vide           | 378 kN             | 369 kN             | 482 kN                                     | - kN                     | 716 kN                          | 801 kN                          | 914 kN                          | 934 kN                          |
| Ratio masse/poussée            | -                  | -                  | -                                          | -                        | -                               | -                               | -                               | -                               |
| Rapport comburant/carburant    | 2,17               | 2,17               | 2,17                                       | 2,17                     | 2,34                            | 2,36                            | 2,36                            | 2,38                            |
| Pression chambre de combustion | 54,8 bars          | 55 bars            | 58 bars                                    | 67,7 bars                | 97,2 bars                       | 97,2 bars                       | 110 bars                        | 110 bars                        |
| masse ergols brûlés / seconde  | 130,5 kg           | 133,16 kg          | 161,39 kg                                  | 157,95 kg                | 236,63 kg                       | 236,63 kg                       | 298,7 kg                        | 273,7 kg                        |
| Rapport de détente             | 14,5               | 14,5               | 14,5                                       | 117                      | 21,4                            | 117                             | >21,4                           | >117                            |
| Vitesse d'éjection (vide)      | 3 041 m/s          | 2 829 m/s          | 2 981 m/s                                  | 3 355 m/s                | 3 040 m/s                       | -                               | -                               | -                               |
| Vitesse d'éjection (au sol)    | -                  | -                  | 2 622 m/s                                  | -                        | 2 766 m/s                       | -                               | -                               | -                               |
| Impulsion spécifique (vide)    | 295 secondes       | 282 secondes       | 304,4 secondes                             | -                        | 308,4 secondes                  | 345 secondes                    | 312 secondes                    | 348 secondes                    |
| Impulsion spécifique (au sol)  | 252 à 269 secondes | 248 secondes       | 266,5 secondes                             | 358,8 secondes           | 281,7 secondes                  | -                               | 288,37 secondes                 | 347,9 secondes                  |
| Refroidissement tuyère         | revêtement ablatif | revêtement ablatif | refroidi par le kérosène                   | refroidi par le kérosène | refroidi par le kérosène        | refroidi par le kérosène        | refroidi par le kérosène        | refroidi par le kérosène        |
| Autre caractéristique          | -                  | -                  | -                                          | -                        | Poussée modulable de 70 à 100 % | Poussée modulable de 70 à 100 % | Poussée modulable de 70 à 100 % | Poussée modulable de 70 à 100 % |
| Utilisation                    | -                  | 1er étage Falcon 1 | 1er étage Falcon 1 1er étage Falcon 9 V1.0 | 2e ét. F9 V1.0           | 1er ét. F9 V1.1                 | 2e ét. F9 V1.1                  | 1er ét. F9 V1.1FT Falcon Heavy  | 2e ét. F9 V1.1 FT Falcon Heavy  |
| Statut                         | -                  | production arrêtée | production arrêtée                         | production arrêtée       | production arrêtée              | production arrêtée              | en production                   | en production                   |

Configuration des moteurs Merlin sur les lanceurs Falcon
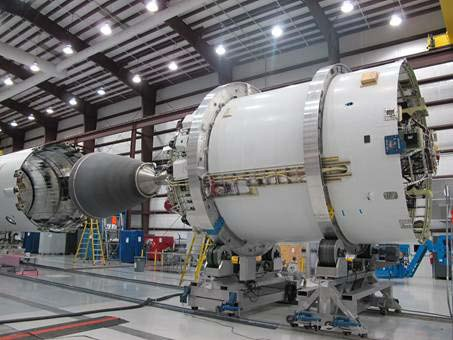
Un Merlin à tuyère allongée installé sur  le second étage d'un des premiers exemplaires de la Falcon 9
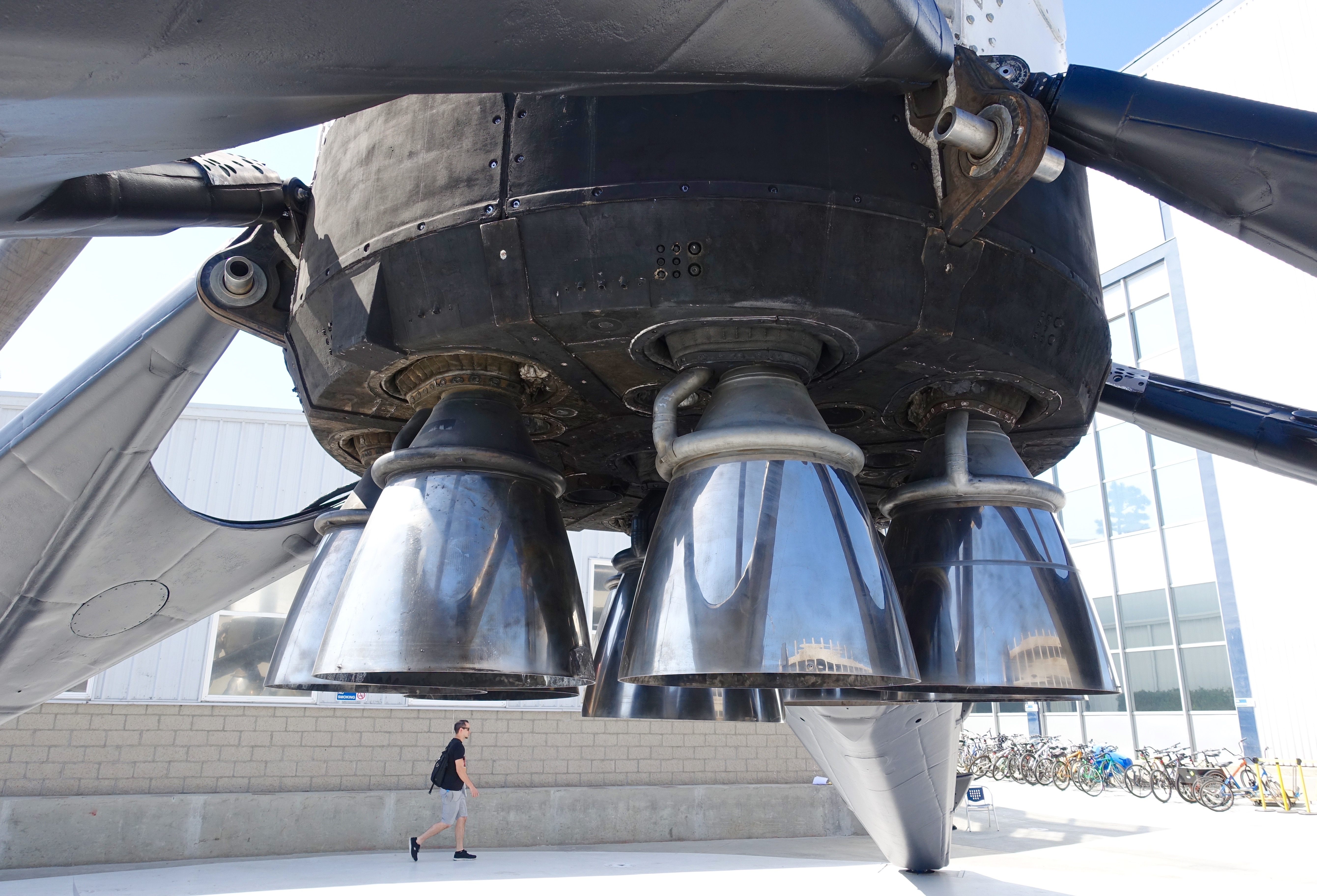
Installation sur le premier étage
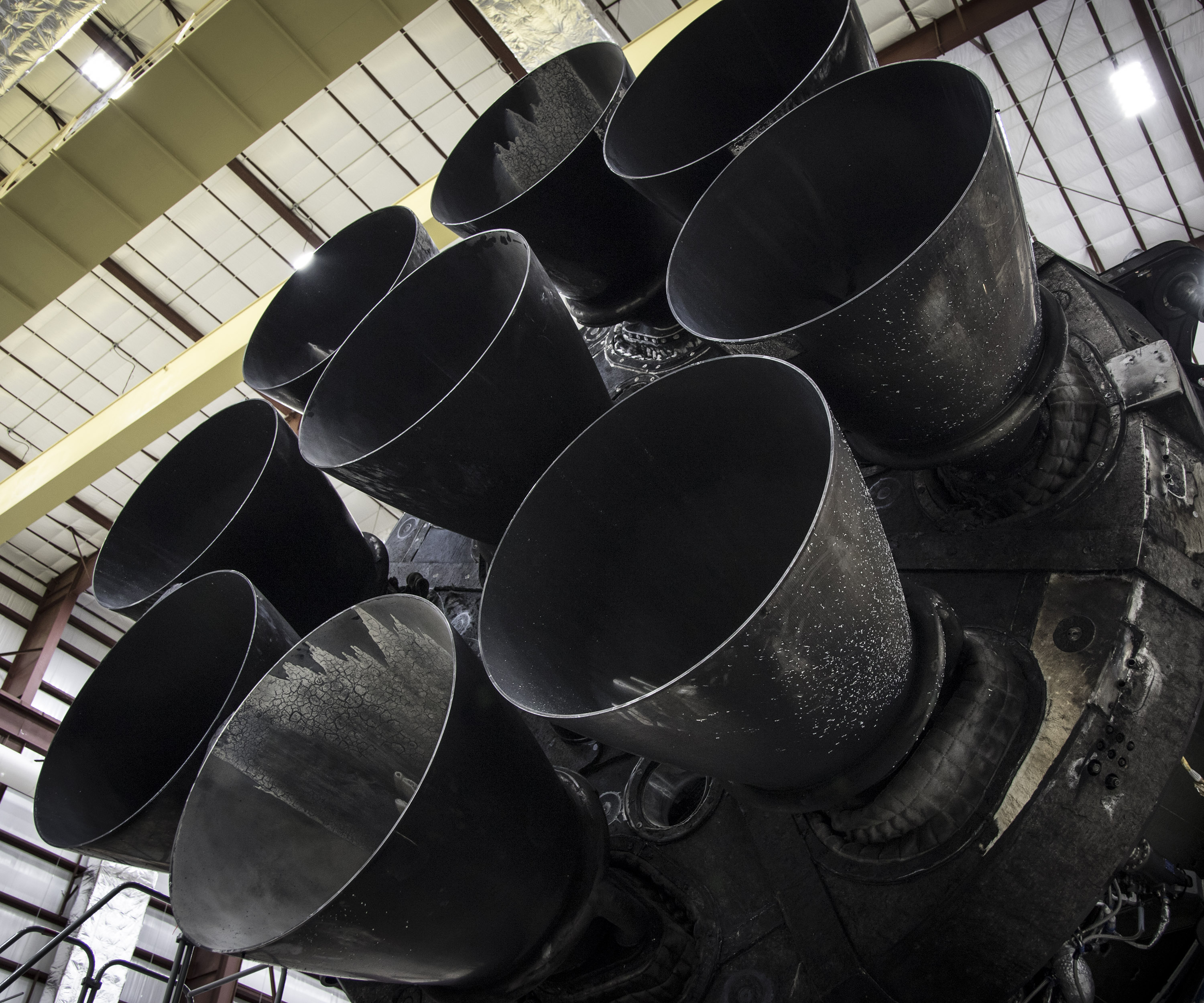
Après utilisation : premier étage ayant réussi un atterrissage en douceur